# Vlasta Burian
Vlasta Burian, vlastním jménem Josef Vlastimil Burian (9. dubna 1891 Liberec – 31. ledna 1962 Praha), přezdívaný Král komiků, byl český divadelní herec, režisér, zpěvák, divadelní ředitel, sportovec, majitel dostihové stáje a jezdec na koních, podnikatel, filmový herec němé i zvukové éry filmu, mecenáš, spisovatel, mim a imitátor, který se díky mimořádné kombinaci talentu, ambicí a živelnosti vypracoval na hvězdu českého filmu, divadla i rozhlasu. Byl jedním z nejpopulárnějších herců a vůbec celebrit první republiky, po válce byl však neprávem nařčen z kolaborace, což fatálně poznamenalo jeho postavení i kariéru. Jeho obliba však utrpěla jen dočasně a trvá dodnes, o čemž svědčí vítězství v anketě České televize o „Krále komiků“ a časté televizní reprízy jeho filmů.

## Život

### Mládí
Narodil se libereckému krejčímu, vlastenci a ochotníkovi Antonínu Burianovi (* 1863), který byl původem ze vsi Tuchom na Nymbursku než se přestěhoval za prací do Liberce a jeho o pět let starší manželce Marii Burianové, rozené Škaloudové (* 1858), která měla z předchozího manželství dceru Žofii Pickovou (*1884). V Liberci prožil Vlasta Burian prvních deset let svého života. Roku 1901 se jeho rodina přestěhovala na pražské předměstí Žižkov, protože jeho otec neměl v Liberci, kde byla většina obyvatel německá, vhodné prostředí k vlasteneckým aktivitám. Získal v Praze místo úředníka vybírajícího potravinové daně a svého malého syna vodil pravidelně do Národního divadla. Josef Vlastimil se později vyučil obchodním příručím na obchodní škole. Jako syn krejčího se od dětství setkával s lidmi, kteří měli zájem o divadlo, a měl možnost slýchat příběhy z tohoto prostředí. Sám už jako dítě zpíval na kůru a měl rád operu. Mladý Vlasta Burian měl také velkou zálibu ve sportu. Vynikal zejména ve fotbale, byl brankářem. Hrál za Union Žižkov, později za Viktorii Žižkov. Nejznámější je však jeho kariéra ve Spartě. Věnoval se také cyklistice a závodně hrál tenis. Pravidelně se zúčastňoval závodů a turnajů, které často vyhrával (existuje malá část jeho dosud dochovaných trofejí, které zabírají jednu velkou vitrínu). Časem však většina jeho sportovních aktivit ustoupila divadlu. Své bavičské nadání zpočátku uplatňoval převážně soukromí na večírcích svých přátel. Jeho nadání mu však postupně otevřelo cestu i k veřejnému vystupování (v němž mu otec nejdřív bránil, ale když viděl syna na jednom představení v hospodě, usoudil, že je výborný komik a nadále jej od umělecké činnosti neodrazoval).

### V soukromí

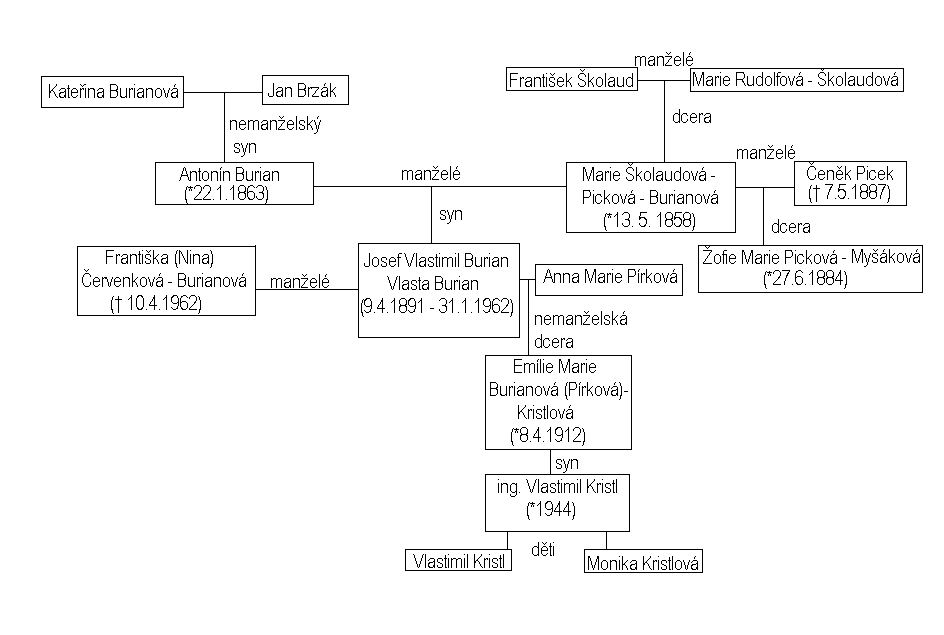
Rodokmen Vlasty Buriana

Z poměru s tanečnicí Annou Emílií Pírkovou měl za svobodna dceru Emilii Burianovou (8. duben 1912 – 25. květen 1996). Roku 1919 se oženil s Ninou Červenkovou-Burianovou. Ta mu byla největší oporou v těch nejtěžších dobách, měla ho velmi ráda a byla jeho největší obdivovatelkou. Musela být na každém Burianově představení, když se zpozdila, Vlasta nechal pozdržet představení, dokud Nina nebyla ve své lóži. Nebo když byla Nina nemocná, nechal zavést mikrofon na jeviště a Nina poté jeho výkon poslouchala telefonem. V roce 1944 se jeho dceři narodil syn Vlastimil Kristl.
Společnost jej znala jako zábavného společníka, v soukromí byl však melancholický, náladový, vyhýbavý a měl deprese – trpěl zřejmě maniodepresivními stavy, spekuluje se i o Aspergerově syndromu či ADHD, jež nebyly v danou dobu ještě definovány a které by spíše mohly vysvětlovat jeho talent a stavy jeho duše. I proto se často uzavíral ve své vile Dejvicích, kterou měl elegantně a luxusně zařízenou. Každodenně sportoval, proto měl ve své vile velkou tělocvičnu a u vily postaven bazén, tenisový kurt a bohatě vybavenou kuchyni, kde měl nejlepšího českého kuchaře své doby, Jaromíra Trejbala. Vždy ráno se projížděl na kole a pořádal přátelské tenisové zápasy i mimo Prahu (na pražské Klamovce si například zahrál několik tenisových zápasů s dvojnásobným mistrem světa Karlem Koželuhem). Byl také velkým mecenášem sportovců, jak profesionálních (sponzoroval také národní cyklistické mužstvo), tak amatérských. Dnes už téměř neznámá je vzpomínka jedné pamětnice, která jej viděla, jak hází nezaměstnaným dělníkům, kteří hráli fotbal se starým roztrhaným míčem, nový míč, aby mohli lépe sportovat. V letech 1914 až 1920 aktivně hrál za AC Sparta jako prvoligový fotbalový brankář.

### Zlom a dočasné přerušení kariéry
V roce 1944 došlo v jeho životě a v popularitě k prudkému zlomu. Nejdříve jeho divadlo zavřeli Němci, po válce byl zatčen Čechy (a jeho divadlo bylo znárodněno). Nejdříve byl uvězněn do společné cely s esesáky a kriminálníky, kde byl velmi ponižován. Poté byl na intervenci Jana Masaryka propuštěn, vyšetřován na svobodě, nakonec jej soud osvobodil.[zdroj?] Po negativním ohlasu v tisku i na zásah politiků (kteří ho chtěli exemplárně potrestat) byl opět uvězněn a na základě vykonstruovaných obvinění (především na základě pod trestem smrti vymámené výpovědi Lídy Baarové) odsouzen za kolaboraci s německými okupanty na několik měsíců k těžkému žaláři a pokutě půl milionu korun. Základem odsouzení byly tyto body:
1. obvinění: V rozhlasovém skeči Hvězdy nad Baltimorem zesměšňoval exilovou vládu v Londýně, konkrétně Jana Masaryka. Obhajoba: K tomu byl donucen nacisty. A svědci, kteří skeč v rozhlase slyšeli, se divili, že Burian nebyl Němci za toto vystoupení nařčen ze sabotáže, protože prý strašnější výkon neslyšeli… A dalším vystoupením se vyhýbal předstíráním různých nemocí.
2. obvinění: Ve své vile hostil německé okupanty včetně K. H. Franka. Obhajoba: Ve skutečnosti byli u Buriana ve vile Němci jen jednou, a to když na udání sousedů hledali na zahradě údajně zakopané zbraně. A s K. H. Frankem se viděl Burian pouze jednou, a to v restauraci.
3. obvinění: Uplatil magistrátní úředníky, aby získal městský pozemek k rozšíření tenisového kurtu, a když za Protektorátu byl benzín na příděl, získal ho nepoctivým způsobem, i to, že jako jeden z mála mohl vůbec s autem jezdit. Obhajoba: S autem jezdil na fingované smlouvy s Lucernafilmem a ne z dovolení Němců.
4. obvinění: Využitím německé protekce mohl vystoupit v Národním divadle jako principál ve Smetanově Prodané nevěstě. Obhajoba: Žádost, aby mohl pohostinsky vystupovat, si však Burian v divadle podal sám, aby demonstroval své upřímné „češství“, a vedení ho ochotně, bez nátlaku kladně vyřídilo. U soudu se také obhajoval, že schválně nepřijal role v německých filmech v dobách okupace.
5. obvinění: Zdravil nacistickým pozdravem „hajlováním“ (zdviženou pravicí). Obhajoba: Zde Burian vypověděl, že takto nezdravil a pokud vůbec zdravil na jevišti se zdviženou pravicí, že to byla ruka se zaťatou pěstí, nebo že tento úkon doprovázel slovy: „Takhle vysoko skáče můj pes, když přijdu domů“, což mělo velký ohlas u diváků doprovázený salvami smíchu. Podle pamětníků dokonce vystoupil za okupace na jevišti s bičem a na něm bylo připevněno velké tiskací C. Když se ho poté ptali, co to znamená, tak odpověděl: „To je bič, na něm cé.“ Za takové provokace mohl za protektorátu hrozit trest vězení nebo dokonce smrti (podle knihy Vlasta Burian na cestě do 21. století, ve které Ondřej Suchý zpracoval obvinění a následnou Burianovu obhajobu podle dobových materiálů).

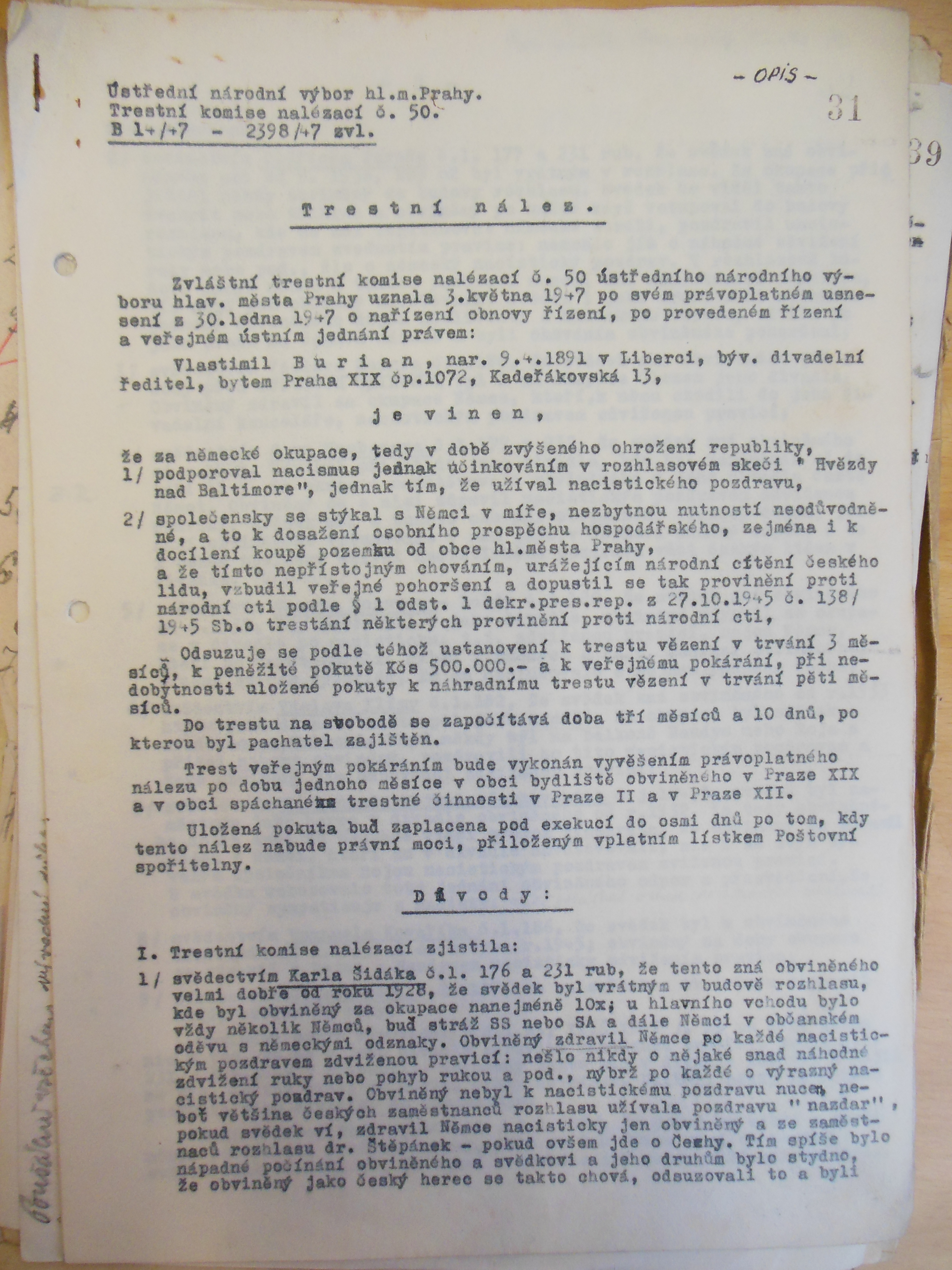
Trestní nález Trestní nalézací komise Ústředního národního výboru města Prahy

Po propuštění už divadlo nesměl obnovit, byl mu zabaven prakticky veškerý majetek (také vila v Dejvicích) a následujících pět let nesměl vystupovat. V jeho vile byla zřízena školka. Traduje se, že když šel Burian navštívit děti, které pobývaly v jeho bývalé vile, nepřišel nikdy s prázdnou. Ze začátku musel pracovat tvrdou manuální prací, byl vážným v severočeských dolech, pak jako poslíček pracoval na horských chatách, kde jezdil s autem pro rekreanty ROH a v kuchyni pak škrábal brambory. Zde už začal ilegálně vystupovat.

### Smutný návrat a konec
Za těch pět let, kdy nesměl hrát, se změnil: byl skromnější, ze sportovce s výbornou fyzickou kondicí se stal stařík – viditelně sešel, vězení a pronásledování mu podkopalo zdraví a do toho se přidalo pití. Teprve v roce 1950 mu byl herecký distanc zrušen. Po zkušebním představení v Městském divadle v Kladně začal hrát v divadle v Karlíně na přímluvu Jiřího Frejky a Jana Wericha (Werich se tím možná pokusil odčinit, když v roce 1941 v USA s Voskovcem nazpívali píseň nazvanou Kolaborant Burian, což byla reakce na jeho účast v Hvězdách nad Baltimore. Další pokus o odčinění bylo obsazení do role rádce Atakdále v pohádce Byl jednou jeden král...). Byl nucen krotit svou improvizaci a hrát veršovaná dramata např. Nezvalovy Tři mušketýry, kde hrál s Vladimírem Rážem. Ráž později vzpomínal, když během jednoho tohoto představení na konci děkovačky už to údajně nevydržel a zarýmoval si: „Kluci, my jsme reci, jdeme na dvě deci“, po odchodu za oponu k němu režisér Nezval přišel a řekl mu: „Vlastíku, tohle už mi nikdy nedělej.“ Od svého vyhození v roce 1953 začal vystupovat na různých estrádách, které mu úplně zničily zdraví – měl problémy se žílami a velmi mu otékaly nohy, proto nemohl chodit a musel při představení sedět, ale přesto se bavil. Jeho humor i komika byly ještě stále na dobré úrovni, ale už ztratily podstatnou část oné výbušnosti a osobitosti, které jim dřív dodávaly světovou úroveň, což neváhal přiznat i Burian sám. Některé pořady natočené pro rozhlas („Právní poradna“ aj.) jsou přesto vrcholem realizovaného humoru v této oblasti. Známá je však jeho smutná poznámka určená fanouškovi, který chtěl, aby se mu podepsal na fotografii jako Vlasta Burian, Král komiků: „Král? Kdepak král! Teď už jenom králíček…“ Tehdy mu bylo také povoleno natáčet filmy.
Aby se uživil, musel vystupovat na estrádách, i když byl nemocný. Poslední představení svého života odehrál s těžkým zápalem plic. Nakonec zemřel na plicní embolii, doma, v blízkosti své věrné družky Niny Burianové. Nina pak zemřela o devět týdnů později, podle pamětníků na manželově hrobě.
Vlasta Burian byl pohřben na Vinohradském hřbitově v Praze, v roce 2002 přeneseny ostatky na Vyšehradský hřbitov. Na náhrobku byla v roce 2002 umístěna i bronzová bysta Vlasty Buriana, která však byla později odcizena. Až v únoru 2007 byla na jejím místě umístěna plastika znázorňující dvě ruce s názvem Ruce komika, od akad. sochaře Tomáše Vejdovského.

## Burianova rehabilitace
Rok po jeho smrti byl natočen střihový dokument Král komiků (o Burianovi byly natočeny celkem čtyři střihové filmy) a začala reedice jeho gramofonových desek. V roce 1994 byl rehabilitován poté, co divadelní historik Vladimír Just prosadil znovuprojednání jeho případu.
Dokonce jsem se zprvu domníval, že je vinen (mravně, nikoliv kriminálně), že umělec takového formátu je pod zvětšovacím sklem a neměl by si zadat ani v nejmenším s okupanty (nacisty jako komunisty, já mezi tím nedělám v podstatě žádný rozdíl). Teprve, když jsem se pustil do – téměř desetiletého – studia pramenů, archivních materiálů atd., prostudoval jsem dokonce kompletně všechny protektorátní Vlajky a Árijské boje, nenašel jsem s Burianem žádný rozhovor, žádnou „kolaborantskou“ zmínku, na rozdíl od dlouhé řady českých herců a režisérů.
Vladimír Just, Causa Vlasta Burian

## Dílo

### Divadelní začátky v kabaretech
Nejprve začal vystupovat ve vedlejších rolích velkých divadel Na Vinohradech a ve Švandově divadle, ale na doporučení Karla Hašlera, který si povšiml jeho osobnosti, začal působit v různých kabaretech (Rokoko, Červená sedma, Bum, Revoluční scéna, U Deutschů, Montmartre), v nichž se pak již před válkou stal miláčkem místního publika. Pravidelně na jevišti soupeřil se stejně populárním hercem Ferencem Futuristou. Když vypukla první světová válka, snažil se jí vyhnout, po zběhnutí putoval s přítelem a klavíristou Daliborem Ptákem, který ho v jeho kabaretních výstupech doprovázel na piano, po českém venkově. Byl však chycen a uvězněn. Po amnestii si konec války odbyl ve vojenské kapele a opět příležitostně vystupoval v pražských kabaretech. Po válce převzal komické role v několika seriózních divadlech (Národní divadlo, Vinohradské divadlo a další). Nejčastěji však stále hrál v kabaretech. Od 1. ledna 1923 byl ředitelem divadla Rokoko.

### Ve svém divadle
Několik představení denně na různých místech však nestíhal, proto se divadelní ředitelé dohodli, že už ho nikdo nezaměstná. Posléze, když už se stal slavnějším, si založil vlastní divadlo – Divadlo Vlasty Buriana (dnes Divadlo Komedie), které mělo první představení – večer drobných frašek – dne 1. září 1925 v sále hotelu Adria na Václavském náměstí č. 26. Divadlo navázalo dramaturgicky i inscenačně na divadlo Rokoko. Od 17. srpna 1928 se DVB přestěhovalo do Švandova divadla na Smíchově (v Adrii začalo působit Osvobozené divadlo V + W). A 19. prosince roku 1930 DVB přešlo do nově vybudovaného paláce Báňské a hutní společnosti v Lazarské ulici č. 7. Zde bylo Burianovo divadlo až do května 1945 (nehrálo se v něm už od 1. září 1944, kdy Joseph Goebbels nechal uzavřít všechna divadla v Říši), kdy bylo obsazeno ozbrojenou revoluční závodní gardou a V. Burian byl zatčen 24. května 1945 pro údajnou kolaboraci s nacisty. "Znárodněné" divadlo bylo týž den přejmenováno na Divadlo kolektivní tvorby, uměleckým šéfem se stal Zdeněk Podlipný. Burian v paláci Báňské a hutní společnosti vybudoval nejen prosperující divadlo, ale taktéž dílny, foyer, ateliér, módní salón a dokonce vlastní kino Vlasta (později "Cinema", v kině se promítaly Burianovy starší i novější filmy, pak také němé i zvukové grotesky, kreslené filmy apod.). Divadlo také vydávalo vlastní časopis. Jeho divadlem prošlo mnoho skvělých herců (např. Jaroslav Marvan, Čeněk Šlégl, Karel Noll, Jindřich Plachta, Václav Trégl a další). Příležitostně zde vystupovaly také např. Lída Baarová, Meda Valentová, Andula Sedláčková a další.

### Ve filmu

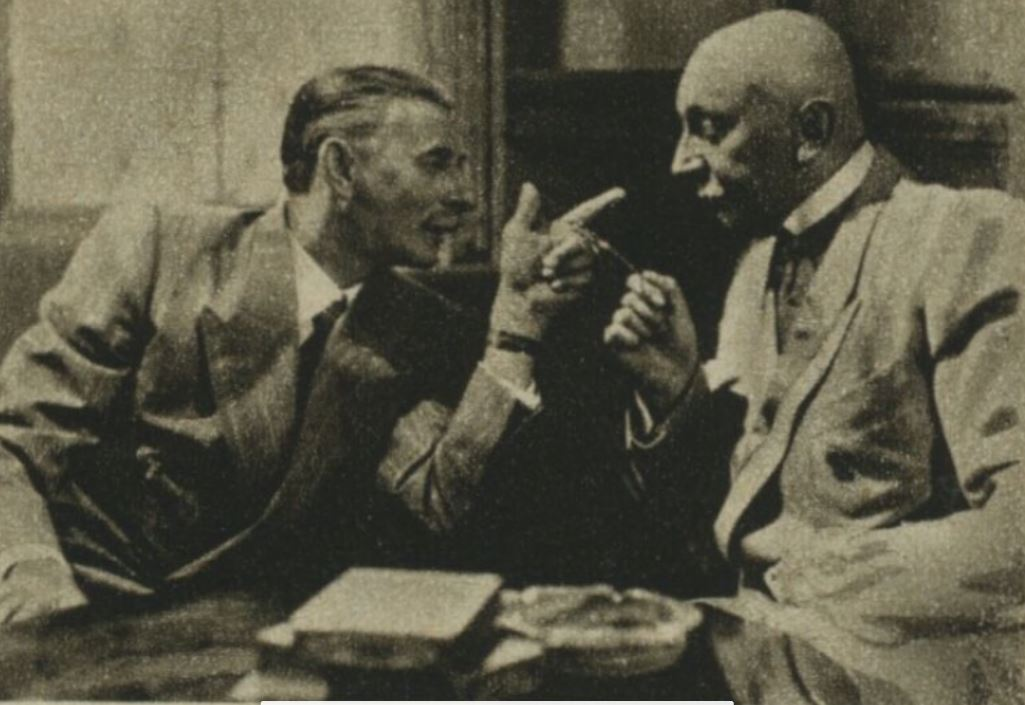
Vlasta Burian a Čeněk Šlégl ve filmu Baron Prášil (1940)

Točil také filmy, v letech 1923–1956 účinkoval ve čtyřech němých a 36 zvukových filmech, většinou to byly komedie. Nejdříve točil filmy s režisérem Karlem Lamačem: C. a k. polní maršálek, To neznáte Hadimršku, Lelíček ve službách Sherlocka Holmese, Ducháček to zařídí, U pokladny stál... Když Lamač emigroval před hrozícím nacistickým nebezpečím, stal se jeho „dvorním“ režisérem Martin Frič: Anton Špelec, ostrostřelec, Tři vejce do skla, Katakomby, …. Točil i s jinými předními českými režiséry: s Miroslavem Cikánem (Hrdinný kapitán Korkorán, …), s Vladimírem Slavínským (Zlaté dno, …), s Janem Svitákem (Přednosta stanice). Nebo společně s Čeňkem Šléglem a Ladislavem Bromem režíroval komedii Ulice zpívá. Mezi filmy, v nichž převážně míval spíše nenáročné komediální role, se vymykají filmy U snědeného krámu (podle románu Ignáta Herrmanna), Revizor (podle N. V. Gogola), v nichž se úspěšně uplatnil jako charakterní herec. K pěti ze svých filmů natočil německé verze, které byly s úspěchem promítány v německy mluvících zemích, a jeden jeho film vznikl v česko-polské koprodukci (Dvanáct křesel). Za film U snědeného krámu obdržel od Českého filmového zpravodaje Bílou stuhu a v roce 1942 získal za své herectví Státní cenu. Ve filmových ateliérech byl ve svém živlu, neuznával autoritu režiséra, sám si říkal po každém záběru „stop“ a libovolně si improvizoval. Jediný, kdo ho dokázal trochu zkrotit, byl jeho přítel a režisér Frič. Zajímavé také je, že za každou roli dostával honorář přesahující sto tisíc korun, zatímco velké filmové dámské hvězdy (Lída Baarová, Adina Mandlová, Nataša Gollová či Věra Ferbasová) dostávaly za roli pouze deset tisíc.
Jeho některé filmy přímo vycházely z jeho divadelních představení. Mnoha filmům bylo kritikou vytýkáno, že jde o filmy jednoho muže, kde ostatní herci jsou jen stíny, které Burianovi nemohou konkurovat (např. Ducháček to zařídí).
První poválečnou rolí byl kostelník Kodýtek ve filmu Slepice a kostelník. Pak přišly tři role, ve kterých se ještě místy přiblížil svým dřívějším výkonům: poštmistr Plíšek v komedii Nejlepší člověk, rádce Atakdále v pohádce Byl jednou jeden král… (svým hlasem účinkoval ještě spolu s Janem Werichem v animovaném filmu Dva mrazíci) a Sylvestr Čáp v komedii Muž v povětří. Poslední rolí byl účetní Dušek v satirickém filmu Zaostřit, prosím!.

## Filmografie (výběr)
- 1923 Kterak láskou možno v mžiku vzplanout třeba k nebožtíku (němý film)
- 1926 Lásky Kačenky Strnadové (němý film) – role: Vincek Kroutil, čeledín
- 1926 Falešná kočička
- 1927 Milenky starého kriminálníka
- 1930 C. a k. polní maršálek
- 1930 C. a k. polní maršálek (německá verze)
- 1931 On a jeho sestra
- 1931 On a jeho sestra (německá verze)
- 1931 To neznáte Hadimršku
- 1931 To neznáte Hadimršku (německá verze)
- 1939 Ulice zpívá – role: klaun Silvanea, zpěvák a hráč na harmoniku Emil Beruška (Film spolurežíroval s Čeňkem Šléglem a Ladislavem Bromem, Čeněk Šlégl se ujal technické režie. V titulcích je uveden v režii jen Vlasta Burian)
- 1955 Muž v povětří – role: sirkař, vynálezce a pyrotechnik Silvestr Čáp

## Charakteristika Burianova herectví (nejen divadelního)
Jeho herectví stálo na improvizaci, černém i laskavém humoru a satiře. Dokázal ztvárnit nejrůznější role všemožných zaměstnání a charakterů. Burian byl vynikající komik, lidový svou uměleckou i lidskou mentalitou, svým bezprostředním, spontánně nekomplikovaným humorem i mimořádným darem okamžitě parodovat všechno patetické, vznešené, „aristokratické“ i snobské. Jeho pohled na svět byl blízký plebejskému pohledu nejširších lidových vrstev. Jeho taneční, akrobaticko-klaunské pohybové schopnosti a tvrdým tréninkem získané dovednosti i neobyčejné hlasové rozpětí tvořily základ jeho klaunských čísel. Živé, dynamické až nespoutané herectví hraničí s neustálou improvizací. Hereckou postavu chápal jako montáž proměn, etud a čísel. Nerespektoval text daný autorem a svým improvizačním uměním vytvářel na jevišti každý večer dílo zcela nové, neopakovatelné a neustále překvapoval i své kolegy. Společnost udivoval taktéž svou imitační schopností, dokázal imitovat ptáky, zvířata, hudební nástroje, gramofon i větrák. Jaroslav Marvan jednou vzpomínal, že dokázal imitovat zvířata a zvuky tak, že by mu mohl závidět i „strýček Jedlička“.[zdroj?]

## Popularita
Byl velmi populární, jeho tvář a jméno byly často využívány reklamou. Obchodníci po něm pojmenovali i bonbóny s názvem „Burianky“ a také nově vyšlechtěná růže – „Růže Vlasty Buriana“ po něm nesla jméno. Kamkoli přijel, budil rozruch – byl oblíbený a slavný. Miloval rychlá auta, armádu a uniformy. Uniformy pak také na veřejnosti sám nosil. Byl taktéž příslušníkem Československé armády. Dokonce si za první republiky vyběhal a uplatil hodnost nadporučíka a podle vzpomínek pamětníků též uvažoval o prezidentské kandidatuře. V době své slávy měl pronajatý zámeček, kam o víkendech jezdil lovit. On sám však bydlel v přilehlém domě správce. Nedaleko Prahy měl statek, kde choval krávy. Každou měl pojmenovanou podle postav ze známých oper (Carmen, Libuše, Mařenka, …). Jména byla napsána na cedulích, které měly krávy připevněné nad hlavou. Svým bohatstvím se rád chlubil na veřejnosti, což vyvolávalo velkou závist, která byla jednou z příčin jeho poválečného pádu.[zdroj?]

## Posmrtné uznání
- 8. listopadu 1998 byla na jeho vile v Dejvicích odhalena pamětní deska,[12] u Divadla Komedie (dříve Divadlo Vlasty Buriana) po něm pojmenována pasáž a ve foyeru odhalena busta
- 25. listopadu 1998) byla po něm pojmenována pasáž u divadla a odhalena busta
- V roce 2000 došlo k odhalení pamětní desky na stadionu pražské A. C. Sparty, kde Burian několik let profesionálně chytal v bráně[5]
- Další pamětní deska je umístěna u stadionu Viktorie Žižkov[13]
- V říjnu roku 2000 byla v Muzeu voskových figurín v pražské Celetné ulici odhalena jeho vosková podoba v převleku C. a k. polního maršálka
- Na závodišti v Chuchli se opakovaně pořádala Velká cena Vlasty Buriana[14]
- Dne 8. února 2002 byly ostatky Vlasty Buriana a jeho ženy Niny přeneseny z Vinohradského hřbitova do nového hrobu na Vyšehradě[15]
- V anketě České televize o „Krále komiků“ se umístil na 1. místě. (2. místo: Vladimír Menšík, 3. místo: Jiřina Bohdalová).
- V anketě Největší Čech se v roce 2005 umístil na 31. místě.[16]
- 6. dubna 2011 v emisi Osobnosti vydalo MPO poštovní známku s portrétem Vlasty Buriana. Podle výtvarného návrhu Pavla Sivka, rytinu provedl Jaroslav Tvrdoň.
- 16. listopadu 2023 při příležitosti oslav 130 let od založení klubu AC Sparta Praha byl Vlasta Burian uveden do Dvorany slávy.[17]

26. listopadu 2023 při příležitosti oslav 130 let od založení klubu AC Sparta Praha byla severní tribuna za brankou na stadionu Sparty pojmenována podle Vlasty Buriana.
Na jeho počest je každoročně udělována Cena Vlasty Buriana, která se uděluje nejlepším brankářům Fortuna ligy ale také nejlepším komikům.
O Burianově popularitě svědčí i to, že téměř všechny jeho filmy postupně vyšly na VHS kazetách a DVD nosičích a jsou stále reprízovány v televizích; některé snímky byly zrestaurovány do vysokého rozlišení.

## Galerie

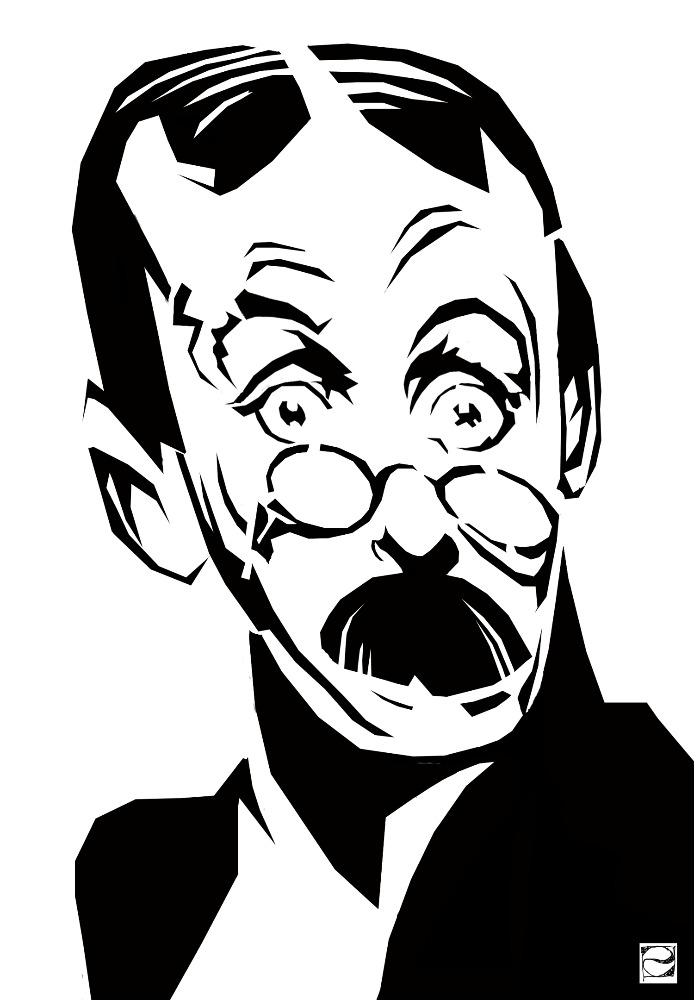
Vlasta Burian (karikatura Jiří Srna)
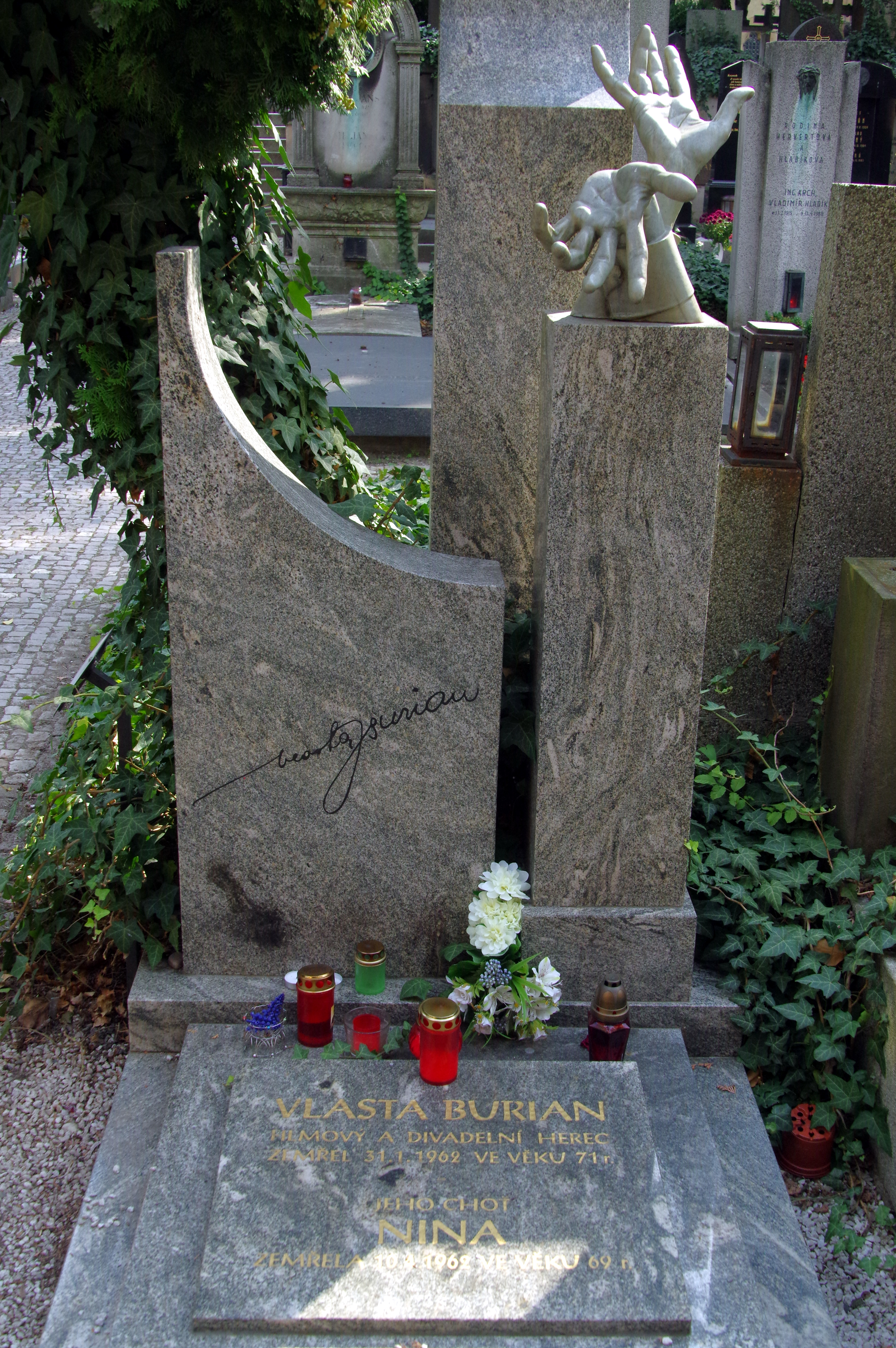
Hrob na Vyšehradském hřbitově